# WD-40 Company
WD-40 Company (in precedenza Rocket Chemical Company) è una impresa statunitense con sede a San Diego in California, famosa per la produzione del WD-40. Il suo simbolo azionario NASDAQ è "NASDAQ: WDFC".

## Storia
La WD-40 Company fu fondata nel settembre 1953 con il nome di Rocket Chemical Company da Cyril E. Irving, Iver Norman Lawson, Norman Roulette e suo figlio Robert Roulette. Un altro membro fondatore, secondo il Georgia Institute of Technology, sarebbe stato anche Reginald S. Fleet. L'azienda aveva inizialmente uffici a Chula Vista e National City, prima di trasferirsi a Kearny Mesa nel 1955. Sam Crivello, proprietario di un peschereccio da tonno, fu uno dei primi investitori e divenne direttore nel 1958. Nel 1957, Norman B. Larsen, presidente dell'azienda, ebbe l'idea di confezionare il WD-40 in bombolette aerosol per il mercato dei consumatori. Larsen lasciò l'azienda nel 1958, dopo il fallimento di un accordo con un distributore, che successivamente fondò una società concorrente, la CRC Industries.
Nel 1958, Cy Irving prese la presidenza dell'azienda, ruolo che mantenne fino al suo pensionamento nel 1969. In quell'anno, John S. Barry divenne presidente e amministratore delegato, cambiando il nome in WD-40 Company per riflettere il prodotto principale dell'azienda, poiché la Rocket Chemical Company non si occupava più di razzi. La società divenne una public company nel 1973, con il simbolo NASDAQ WDFC.
Negli anni successivi, la WD-40 Company si è espansa acquisendo altre aziende produttrici di prodotti per la casa e ha introdotto nuovi marchi come 3-In-One Oil, Lava, Spot Shot, S-14 e Carpet Fresh. Gerald C. Schleif fu presidente dal 1990 al 1997, seguito da Garry O. Ridge, che ha guidato l'azienda fino al 2017, quando i ricavi annuali ammontarono a 381 milioni di dollari, con circa metà delle vendite provenienti dall'estero. Attualmente commercia i propri prodotti in più di 160 Stati del mondo.

## Prodotti
Nel corso degli anni ha sviluppato una gamma di prodotti per svariati settori come dell'industria e della manutenzione in generale, anche per motocicletta e della bicicletta, in particolare:
- WD-40 Specialist, una linea di prodotti per usi industriali, che comprende lubrificanti di precisione, sgrassanti, prodotti anticorrosione e spray per lo sblocco di parti bloccate o arrugginite, in grado di dissolvere grasso e catrame;[9][10]
- WD-40 Specialist Moto, una gamma di 7 prodotti per la manutenzione delle moto, tra cui detergenti, lubrificanti per catene e protettivi per parti metalliche;
- WD-40 Specialist Bike, una serie di 5 prodotti dedicati alla pulizia e lubrificazione di biciclette da corsa, mountain bike e tradizionali, tra cui detergenti e lubrificanti specifici per componenti meccanici.